# Innan Glyvur
Innan Glyvur – wieś na wyspie Eysturoy, na Wyspach Owczych, mająca obecnie (I 2015 r.) 77 stałych mieszkańców. Kod pocztowy miejscowości FO-494.

## Historia
Innan Glyvur założono w 1884 roku.

## Demografia
Według danych Urzędu Statystycznego (I 2015 r.) jest 61. co do wielkości miejscowością Wysp Owczych.